# Dimas Antonio Acuña Jiménez
Dimas Antonio Acuña Jiménez (ur. 25 stycznia 1972 w Usiacurí) – kolumbijski duchowny katolicki, biskup El Banco od 2024. 

## Życiorys
Święcenia kapłańskie otrzymał 22 sierpnia 1998 i został inkardynowany do archidiecezji Barranquilla. Pracował głównie jako duszpasterz parafialny, był też wychowawcą i rektorem seminarium w Barranquilli.
15 maja 2024 papież Franciszek mianował go ordynariuszem diecezji El Banco. Sakry udzielił mu 27 lipca 2024 arcybiskup Barranquilla, Pablo Emiro Salas Anteliz. Uroczysty ingres do Katedry Matki Boskiej z Candelaria w El Banco został zaplanowany na 10 sierpnia 2024